# وساطة روحية

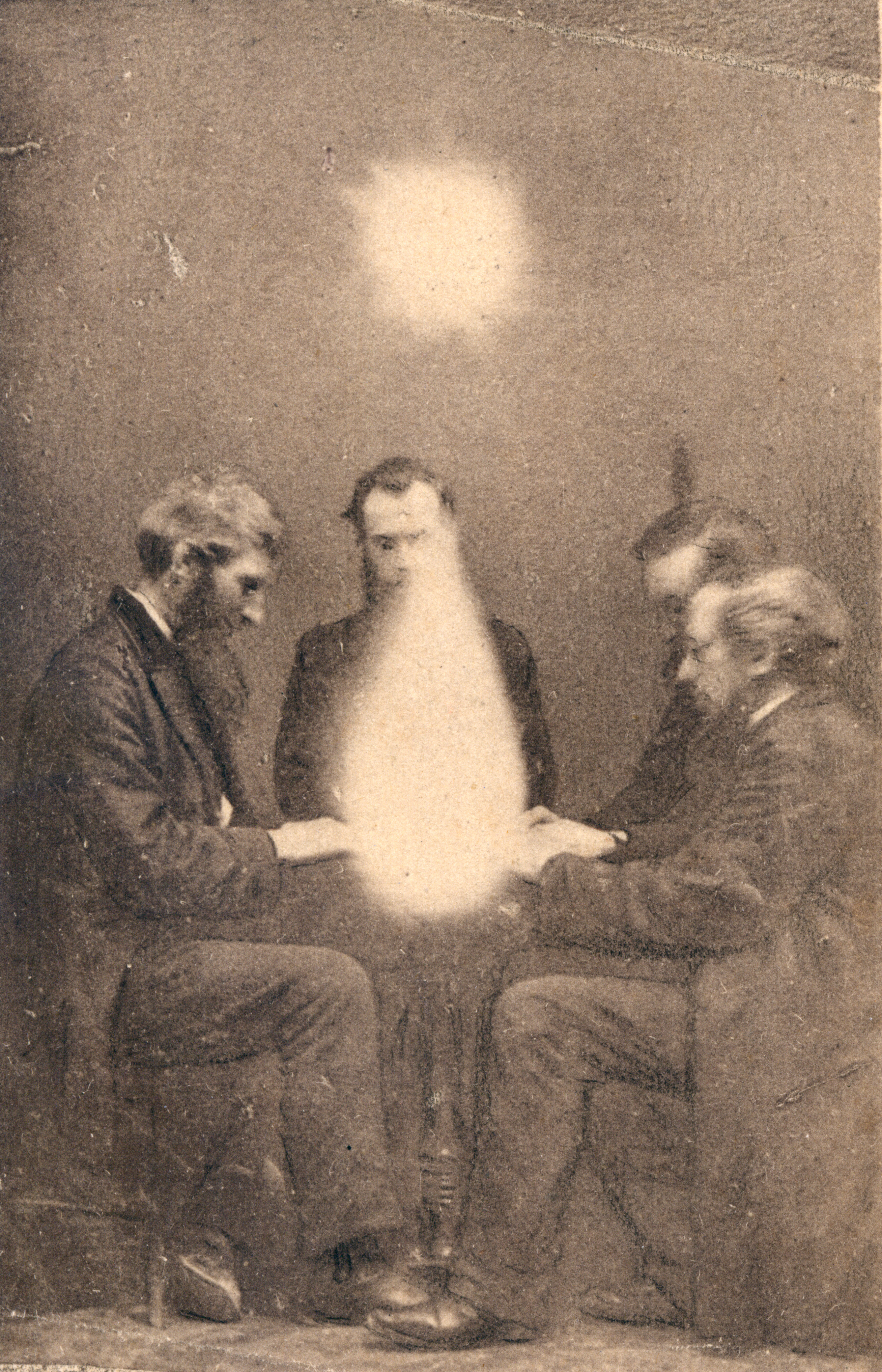
صورة لاستحضار أرواح مزعوم تعود لعام 1872 يجريه جون بيتي في بريستول بإنجلترا

الوساطة الروحية (بالإنجليزية: Mediumship)‏ هو الممارسة القائمة على تحقيق تواسط عبر تواصل مزعوم ما بين أرواح الموتى والبشر من الأحياء.
الوسيط الروحي هو الشخص الذي لديه القدرة على الاتصال بالعالم الآخر من الأرواح، حسب رأي علماء الباراسايكولوجي، وذكر في علم اللاهوت المسيحي المختص بالدراسات المتعلقة حول الكائنات الخارقة والتي ليست من الآلهة (وهذا العلم يتعامل مع كل الكائنات الخيرة التي دون رتبة الآلهة، وكذلك مع الكائنات الشريرة والحاقدة من جميع الأنواع)، حيث يطلق على الشخص الذي لهُ ممارسة وإتصال مع الأرواح أو الشياطين كمهنة أسم (وسيط) أو عراف.
وكذلك يسود في المعتقد الإسلامي التقليدي الشعبي أن الإنسان الممسوس (المصاب بلعنة) من كائنات الجن قد يحمل قدرات خاصة للاتصال مع عالم الأرواح، فتظهر عليه بعض هذه الصفات نتيجة الاعتقاد بمس (لعنة) الجن لهذا الشخص، ويطلقون عليه اسم (الوسيط)، لأنه أصبح وسيطاً بين عالمي كائنات الجن والإنسان، ويُعتقد البعض أن الوسيط يتمتع بقدرات خاصة معينة غالباً ما تكون ذو فحوى بادعاء حاملها بكونها خارقة فمن هؤلاء الوسطاء من يدعي تمكنه من الاستقصاء عن أشخاص مجهولين ومعرفة أماكنهم، ومنهم من يدعي القدرة على الاستبصار عن بعد، وغيرها من القدرات، وتزيد وتقل هذه القدرات مع مرور الزمن، وقد يمكن تلخيص بعضها بما يلي:
- الجلاء البصري.
- الجلاء السمعي.
- الكتابة والرسم.
- تشخيص الأمراض ومعالجتها.
- الإلهام أو التخاطر.
- الأستقصاء.
- قراءة الأفكار.[3]

## المبدأ
في الروحية والروحانية، يلعب الوسيط الروحي دور الوسيط بين عالم الأحياء وعالم الأرواح (عالم الأموات). يدعي الوسطاء الروحييون أنه بإمكانهم الاستماع إلى الرسائل من الأرواح ونقلها، أو أنه بإمكانهم أن يسمحوا للروح بالتحكم في أجسامهم والتحدث من خلالها مباشرة أو باستخدام الكتابة أو الرسم.
يصنف الروحيون أنواع الوسطاء إلى فئتين رئيسيتين: «الذهنية» و «الجسدية»:
- يتناغم الوسطاء الذهنيون مع عالم الأرواح من خلال الاستماع إلى الأرواح أو الإحساس بها أو رؤيتها هي والرموز.
- يُعتقد أن الوسطاء المادييون بإمكانهم تجسيد الأرواح وأنواع من الأجسام، كما بإمكانهم تجسيد تأثيرات أخرى مثل الطَرق على الأشياء ورن الجرس وغيرها  باستخدام الغشاء الهيولي (إكتوبلازم) الذي تنشئه خلايا أجسامهم وخلايا الأشخاص الحاضرين.

يقال أن الوسطاء الروحيون يدخلون في حالة من الغشية أو النشوة، تتراوح بين الخفيفة والعميقة، ما يسمح للأرواح بالتحكم في عقولهم.
يمكن النظر إلى التوجيه على أنه الشكل الحديث للوساطة الروحية القديمة، يزعم أن «القناة» أو «الموجه» تتلقى رسائل من «الروح المدرسة» أو من الله أو من أي كيان ملائكي آخر من خلال «الذات العليا».

## تاريخها
وثّقت محاولات التواصل مع الموتى وغيرهم من الكينونات البشرية الحية، المعروفة بالأرواح، إلى تاريخ البشرية المبكر. تحكي قصة ساحرة إندور (في أحدث طبعة من النسخة الدولية الجديدة للإنجيل إذ استخدم لقب وسيطة روحية لها في المقطع) عن الشخص الذي رفع روح النبي المتوفى صموئيل كي يسمح للملك العبري شاول باستجواب معلمه السابق حول معركة قادمة، كما هو مذكور في كتب صموئيل في التناخ اليهودي (أساس العهد القديم).
أصبحت الوساطة الروحية شائعة جدًا في الولايات المتحدة والمملكة المتحدة في القرن التاسع عشر بعد صعود الروحانية كحركة دينية. يقال أن الروحانية الحديثة تعود إلى ممارسات ومحاضرات راهبات الثعلب في ولاية نيويورك عام 1848. كانت وسيطات الغشوة باسكال بيفيرلي راندولف وإيسما هاندينغ بريتين من المحاضرين والمؤلفين الأكثر شهرة في هذا الموضوع في منتصف القرن التاسع عشر. صاغ ألان كارديك مصطلح الروحانية عام 1860 تقريبًا. ادعى كارديك أن التحدث إلى الأرواح بوسائل مختارة كان أساس كتابه المعنون «الأرواح»، وفيما بعد، مجموعته المكونة من خمسة كتب، «تدوين روحاني».
حتى بعض العلماء في تلك الفترة الذين درسوا الروحانية أصبحوا متحولين وباتوا مؤمنين بها وبالوساطة الروحية. كان من بينهم عالم الكيمياء روبرت هير وعالم الفيزيائ ويليام كروكس (1832–1919) وعالم الأحياء التطوري ألفريد راسل والاس (1823–1913). اهتم الحائز على جائزة نوبل بيير كوري، زوج ماري كوري، جديًا بعمل الوسيط الروحاني يوسابيا بالادينو. من بين أتباع بالادينو البارزين الصحفي ويليام تي ستيد (1849-1912) والطبيب والمؤلف آرثر كونان دويل (1859-1930).
بعد الكشف عن استخدام وسطاء ماديين مثل أخوة دافينبورت وأخوات بانغز الحيل السحرية المسرحية (ألعاب الخفة) للاحتيال على العامة، سقطت الوساطة الروحانية وأصبحت سيئة السمعة، لكن الدين وممارساته استمروا على الرغم من ذلك، بينما توقفت ممارسات الوساطة الروحية.
في أواخر عشرينيات وأوائل ثلاثينيات القرن العشرين، كان هناك حوالي ربع مليون ممارس للروحانية وحوالي ألفي مجتمع روحاني في المملكة المتحدة، إضافة إلى ازدهار ثقافات الوساطة الروحية. تستمر ممارسة الروحانية، في المقام الأول من خلال كنائس المذاهب الروحانية المختلفة في الولايات المتحدة وكندا وأستراليا والمملكة المتحدة. في المملكة المتحدة، تفتح أكثر من 340 كنيسة ومركزًا روحانيًا أبوابها للجمهور وتُجرى عروض مجانية للوساطة الروحية بانتظام.

## الاحتيال
منذ بداياتها الأولى وحتى الأزمنة المعاصرة، شهدت ممارسات الوساطة الروحية العديد من حالات الاحتيال والخداع. تجري جلسات الوساطة في الظلام حتى تصبح ظروف الإضاءة السيئة فرصة سهلة للاحتيال. اكتشف العلماء الذين حققوا في الوساطة المادية أنها نتيجة للخداع والاحتيال. فُضح الإكتروبلازم، وهو مادة من المفترض أنها خارقة للطبيعة، لكن اتضح أنها مصنوعة من القماش القطني والزبدة والشاش والقماش. كان الوسطاء الروحيون يلصقون وجوهًا مقطوعة من المجلات والصحف على القماش أو على الدعائم الأخرى ويستخدمون الدمى البلاستيكية في جلساتهم للتظاهر بأن أرواحًا تتصل بهم. كتب لويس سبنس في كتابه موسوعة الغيبيات (1960) قائلًا:
يلعب الاحتيال في الممارسات الروحية دورًا كبيرًا في الظواهر الجسدية والنفسية أو التلقائية ولكن بشكل خاص في الأولى. إن تواتر إدانة الوسطاء الروحيين بالاحتيال دفع العديد من الأشخاص إلى التخلي عن دراسة البحث الروحي، معتبرين أن الجزء الأكبر من الظواهر عبارة عن خدع واحتيال.
حققت جمعية البحث النفسي في بريطانيا في ظواهر الوساطة الروحية. أدت تحقيقات جمعية البحث النفسي النقدية عن الوسطاء الروحيين المزعومين وفضح الوسطاء الروحيين المزيفين إلى عدد من الاستقالات من قبل الأعضاء الروحانيين. حول موضوع الاحتيال في الوساطة الروحية كتب بول كورتز:
لا شك أن مشكلة الاحتيال لها أهمية كبيرة في مجال خوارق الطبيعة. كان مجال البحث النفسي والروحانية ممتلئًا جدًا بالدجالين، مثل الأخوات الثعلب ويوسابيا بالادينو، وهم أشخاص ادعوا أن لديهم قوة وقدرات أو مواهب خاصة، لكنهم في الواقع مشعوذون خدعوا العلماء والجمهور أيضًا، لذلك يجب علينا أن نكون حذرين بشكل خاص بشأن الادعاءات التي تقدّم بالنيابة عنهم.
للسحرة تاريخ طويل في فضح الأساليب الاحتيالية للوسطاء الروحيين، وقد تضمن  أوائل كاشفي الزيف تشونغ لينغ سو وهنري إيفانز وجوليان بروسكاور، لينضم إلى اللائحة في وقت لاحق سحرة مثل جوزيف دونينجر وهاري هوديني وجوزيف رين. أما روز ماكنبرج، وهي محققة خاصة عملت مع هوديني خلال عشرينيات القرن العشرين، فكانت من أبرز كاشفي وفاضحي احتيال الوسطاء الروحيين خلال فترة منتصف القرن العشرين.